# 十和田バイパス
十和田バイパス（とわだバイパス）は、青森県十和田市伝法寺から同市洞内に至る、十和田市街地を迂回する国道4号（一部国道45号重用）の延長12.3 km（キロメートル）のバイパス道路。一部は隣接の上北郡六戸町を通過する。

## 概要

### 路線データ
- 起点 - 青森県十和田市大字伝法寺
- 終点 - 青森県十和田市大字洞内（洞内入口交差点）
- 延長 - 12.3 km
- 道路幅員 - 暫定14.5 m
- 車線数 - 暫定2車線（完成4車線）

## 歴史
- 1974年度（昭和49年度） - 事業化[3]。
- 1976年度（昭和51年度） - 都市計画決定[3]。
- 1979年度（昭和54年度） - 用地着手[3]。
- 1982年度（昭和57年度） - 工事着手[3]。
- 1986年（昭和61年）8月5日 - 十和田市三本木（国道45号） - 主要地方道三沢十和田線間延長2,480 mが暫定2車線で開通[3][4]。
- 1987年（昭和62年）8月6日 - 主要地方道三沢十和田線 - 終点間延長4,820 mが暫定2車線で開通[3]。
- 2001年（平成13年）12月13日 - 起点 - 十和田市三本木（国道45号）間延長5,000 mが暫定2車線で開通し、全線開通する[3][4]。同日、道の駅とわだ開業[1][2]。
- 2002年（平成14年）4月1日 - 旧道を国道102号・青森県・十和田市に移管[4]。

## 路線状況

### 主要構造物
- 相坂大橋（奥入瀬川）
- 高清水橋

### 道の駅
- 道の駅とわだ

## 地理

### 通過する自治体
- 青森県
  - 十和田市 - 上北郡六戸町 - 十和田市

### 交差する道路
- 国道45号・国道102号（野崎交差点）
- 青森県道10号三沢十和田線
- 青森県道165号上野十和田線（一本木沢交差点）
- 青森県道10号三沢十和田線（洞内入口交差点）